# Ferromangan

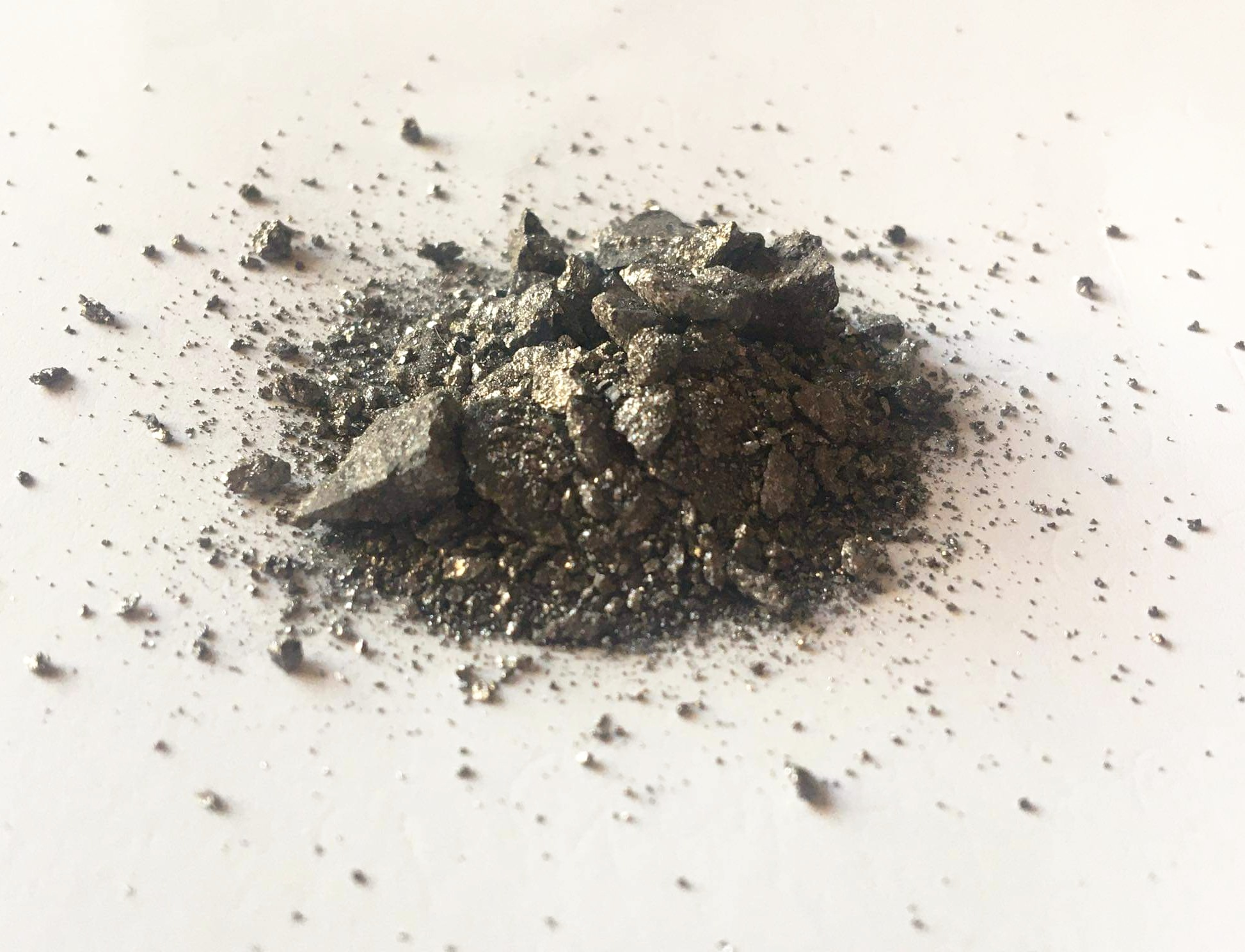
Một mẫu hợp kim ferô mangan (Ferromanganese)

Ferromanganese (tiếng Việt: Ferô mangan) là một hợp kim fero của sắt (iron) và mangan, với một số nguyên tố khác như silic, carbon, sulful, nitrogen và phosphorus. Hợp kim có màu xám và bóng như gương với hàm lượng Mn cao, được chế tạo bằng nung nóng hỗn hợp MnO2 và Fe2O3 cùng với carbon trong lò cao luyện gang. Quá trình luyện sẽ giúp các hỗn hợp xảy ra sự trao đổi hóa học. Chúng cũng được dùng như là chất khử oxide cho thép.
Theo sự phân loại chung thì ferô mangan được chia thành ba loại:
- Ferô mangan chuẩn
- Ferô mangan carbon trung bình
- Ferô mangan carbon thấp.

Một vật liệu đồng dạng với ferô mangan là gang thỏi với hàm lượng mangan cao, được gọi là gang kính

## Tính chất vật lí và hóa học
Ferromanganese là một hợp kim rắn ở điều kiện chuẩn, có công thức phân tử là {\displaystyle {\ce {FeMn}}}
Nhiệt độ nóng chảy của ferô mangan từ 1.200 °C (2.190 °F) đến 1.300 °C (2.370 °F). Khối lượng riêng của hợp kim này thay đổi dựa vào lượng tạp chất có trong hợp kim, thường khoảng 7,3 g/cm3 (0,26 lb/cu in).

## Điều chế
Quặng mangan thường chứa oxide sắt, vì mangan có năng lượng oxy hóa tự do thấp hơn sắt, tức là khó để khử hơn về mặt hóa học. Trong quá trình khử quặng mangan, sắt cũng bị khử và trộn với mangan trong quá trình nóng chảy. Điều này không giống như các oxit khác như SiO2, Al2O3 và CaO, chúng ổn định hơn như oxit so với mangan.
Có hai cách chính để thực hiện khử, gồm phương pháp nhiệt luyện (tách hợp kim và loại bỏ xỉ) và phương pháp song công. Mặc dù có tên, nhưng sự khác biệt trong phương pháp này không phải ở việc bổ sung chất dung môi, mà là ở số lượng các bước thực hiện.
Trong phương pháp nhiệt luyện, các chất dung môi như CaO được thêm vào để khử quặng mangan:
{\displaystyle {\ce {2MnO + C -> 2Mn + CO2}}}
Sau khi khử, lượng xỉ nhẹ nổi lên khoảng 15-20%, thường được loại bỏ và thu lấy hợp  kim